# Богдасаров, Максим Альбертович
Максим Альбертович Богдасаров (род. 24 октября 1973 года, Ташкент, Узбекская ССР) — доктор геолого-минералогических наук (2009), профессор (2013), член-корреспондент НАН Беларуси (2017), заведующий кафедрой городского и регионального развития Брестского государственного университета имени А. С. Пушкина.

## Биография
Родился 24 октября 1973 года в г. Ташкенте (Узбекская ССР). Отец — Альберт Александрович Богдасаров (род. 1935) — кандидат геолого-минералогических наук, профессор, профессор Брестского государственного педагогического института имени А. С. Пушкина.
В 1990 г. окончил среднюю школу № 9 г. Бреста.
В 1995 г. с отличием окончил факультет естествознания Брестского государственного педагогического института имени А. С. Пушкина по специальности «География и биология»; в 1998 г. — аспирантуру Института геологических наук НАН Беларуси по специальности «Общая и региональная геология»; в 2008 г. — докторантуру Белорусского научно-исследовательского геологоразведочного института по специальности «Общая и региональная геология».
Ученая степень кандидата геолого-минералогических наук присуждена решением Совета по защите диссертаций Д 01.22.01 при Институте геологических наук НАН Беларуси от 23.10.1998 (протокол № 5). Тема диссертации — «Янтарь из антропогеновых отложений Беларуси». Научный руководитель — академик А. В. Матвеев. Ученое звание доцента по специальности «Геология» присвоено постановлением Президиума ВАК Беларуси от 25.06.2003 № 32Ц (протокол № 15/19).
Ученая степень доктора геолого-минералогических наук присуждена постановлением Президиума ВАК Беларуси от 21.10.2009 № 29Д (протокол № 16/3). Тема диссертации — «Ископаемые смолы Северной Евразии». Научный консультант — академик А. В. Матвеев. Ученое звание профессора по специальности «Геология» присвоено постановлением Президиума ВАК Беларуси от 08.05.2013 № 9П (протокол № 9/5).
Член-корреспондент Национальной академии наук Беларуси по специальности «Геология» (постановление Общего собрания Национальной академии наук Беларуси от 16.11.2017 № 6).
В БрГУ имени А. С. Пушкина работает с 1995 г., последовательно занимая должности ассистента-стажера, ассистента, старшего преподавателя, доцента, профессора; с 2010 г. — заведующего кафедрой географии Беларуси, с 2015 г. — заведующего кафедрой географии и природопользования, с 2020 г. — профессора кафедры географии и природопользования; с 2024 г. — заведующего кафедрой городского и регионального развития. Читает лекции по курсам «Геология с основами почвоведения», «Геоморфология», «Палеогеография», «Геологические аспекты эволюции биосферы», «Геоурбанистика», «Пространственное планирование и развитие», проводит практические работы и учебные (полевые) практики.
Являлся руководителем ряда заданий, выполнявшихся в рамках Государственных программ научных исследований, руководителем и участником нескольких международных научных проектов, в том числе совместных с Институтом геологии Коми научного центра Уральского отделения РАН (Сыктывкар) и Государственным геологическим институтом (Варшава). Проходил научные стажировки в Институте природопользования НАН Беларуси (2012), Палеонтологическом институте РАН (2014), Вильнюсском университете (2017), Бяльской академии имени Иоанна Павла II (2019).
Научная деятельность, включающая полные циклы работ — от научной идеи до практической реализации и признания результатов исследований в Беларуси и за рубежом, посвящена решению двух основных проблем:
1) установлению особенностей формирования, распространения, свойств, состава различных видов ископаемых смол, обоснованию перспектив выявления их новых залежей в мезозойских и кайнозойских отложениях Северной Евразии, в том числе в пределах территории Беларуси; полученные результаты вносят существенный вклад в создание новой геолого-эволюционной концепции смологенеза и внедрены во Всероссийском научно-исследовательском институте минерального сырья (Москва), Институте геологии Коми научного центра Уральского отделения РАН (Сыктывкар) и Научно-производственном центре по геологии (Минск);
2) созданию комплексной картины строения и особенностей формирования четвертичных отложений Брестской области как основы для прогноза полезных ископаемых и рационального использования геологической среды; выделены перспективные площади, ранжированные по степени перспективности с использованием критериев, учитывающих объём запасов полезного ископаемого, доступность для разработки, экологическую ситуацию; результаты внедрены в Комитете экономики Брестского областного исполнительного комитета и Брестском областном комитете природных ресурсов и охраны окружающей среды;
и соответствует приоритетному направлению научной, научно-технической и инновационной деятельности в Республике Беларусь «Энергетика, строительство, экология и рациональное природопользование» (Указ Президента Республики Беларусь от 07.05.2020 № 156).
Автор более 400 научных и учебно-методических работ, среди которых:
16 монографий, в том числе «Янтарь из археологических памятников Беларуси» (1995), «Янтарь из антропогеновых отложений Беларуси» (2001), «Ископаемые смолы Беларуси» (2003, в соавторстве с А. А. Богдасаровым), «Ископаемые смолы Северной Евразии» (2005), «Янтарь и другие ископаемые смолы Евразии» (2010 — 1-е изд., 2017 — 2-е изд.), «Ископаемые смолы Евразии: геология, минералогия, генезис» (2011), «Геология и минерагения четвертичных отложений территории Подлясско-Брестской впадины» (2011), «Рельеф территории Подлясско-Брестской впадины» (2013, в соавторстве с Н. Ф. Гречаником и А. В. Матвеевым), «Ясельда» (2017, под общ. ред. А. А. Волчека, И. И. Кирвеля, Н. В. Михальчука), «Природообустройство Полесья. Кн. 1: Белорусское Полесье. Т. 1: Природно-ресурсный потенциал» (2018, под общ. ред. Ю. А. Мажайского и др.), «Природообустройство Полесья. Кн. 1: Белорусское Полесье. Т. 2: Преобразование и использование природных ресурсов» (2019, под общ. ред. Ю. А. Мажайского и др.), «Брестская область: природа, население, хозяйство» (2023, под общ. ред. И. В. Абрамовой);
8 учебных пособий с грифом Министерства образования Республики Беларусь, в том числе «Геофизика» (2014, в соавторстве с В. С. Хадыевой), «Методы дистанционных исследований в геологии и географии» (2015, в соавторстве с В. С. Хадыевой, В. Н. Губиным и Ф. Е. Шалькевичем), «Геология» (2016, в соавторстве с Д. П. Плаксом), «Общая геология. Лабораторный практикум» (2017, в соавторстве с В. С. Хадыевой), «Палеогеография» (2019, в соавторстве с А. Н. Галкиным, Л. И. Мурашко, И. А. Красовской, А. И. Павловским), «Общая геология. Лабораторный практикум» для иностранных студентов (2020, в соавторстве с А. Н. Галкиным, В. С. Хадыевой), «Историческая геология. Геология Беларуси. Практикум» (2021, в соавторстве с В. С. Хадыевой), «Историческая геология. Геология Беларуси. Практикум для иностранных студентов» (2022, в соавторстве с А. Н. Галкиным, В. С. Хадыевой);
а также более 150 статей в журналах и сборниках.
Член (с 1998 г.), заместитель председателя (с 2014 г.) Брестского областного отделения Белорусского географического общества. Член (с 2013 г.), заместитель председателя (с 2016 г.) Экспертного совета ВАК Беларуси № 23 по научному направлению «Науки о Земле». Член (с 2013 г.) Экспертного совета Министерства образования Республики Беларусь по научному направлению «Экология, природные ресурсы, ресурсосбережение, природопользование и защита от чрезвычайных ситуаций». Член (с 2022 г.) Научно-методического совета при Министерстве образования Республики Беларусь (секция географии и картографии).
Стипендиат Президента Республики Беларусь (1999, 2011), обладатель персональной надбавки Президента Республики Беларусь за выдающийся вклад в социально-экономическое развитие республики в сфере науки (2012), лауреат премии имени В. Ф. Купревича Национальной академии наук Беларуси для молодых ученых (2005), лауреат премии имени С. Г. Кондратени БрГУ имени А. С. Пушкина (2013, совместно с Н. Ф. Гречаником). Награждён Грамотой Министерства образования Республики Беларусь (2010), Почетной грамотой Министерства образования Республики Беларусь (2015), Почетной грамотой Национальной академии наук Беларуси (2015), нагрудным знаком «Выдатнік адукацыі Рэспублікі Беларусь» (2023).